# Нерд
Нерд, или нёрд (англ. nerd — «зануда», «ботаник»), — стереотип человека, глубоко погружённого в умственную деятельность, исследования, необщительного или не имеющего развитых социальных навыков. Слово «нерд» («ботаник») относится к молодёжному сленгу.
Подобные люди могут проводить большое количество времени, занимаясь непопулярными, малоизвестными или малозначимыми для многих вещами. Интересы нердов могут быть в значительной степени связаны с наукой, техникой, творчеством или абстрактными рассуждениями, при этом такой человек может быть равнодушен к занятиям, важным для большинства его сверстников (не следовать «мейнстриму»). На Западе к увлечениям нердов относят также научную фантастику и фэнтези.
Существует стереотип о внешности типичного нерда: застёгивающиеся карманы, очки на тесёмке, толстая клетчатая рубашка и просторные штаны.
В английском языке слово «нерд» подверглось реклеймингу — хотя первоначально оно использовалось в качестве пейоратива и имело негативную окраску, позже оно стало использоваться некоторыми людьми в положительном ключе и для групповой идентификации.

## Этимология
Первое задокументированное появление слова «нерд» (англ. nerd) — это его использование в качестве имени существа в книге доктора Сьюза «Если бы я управлял зоопарком» (1950), в которой рассказчик Джеральд Макгрю утверждает, что в его воображаемом зоопарке будут обитать «Неркл, Нерд, и ещё Сирсакер». Сленговое значение этого термина восходит к 1951 году. В том же году журнал Newsweek сообщил о распространении его использования в качестве синонимов слов drip или square (с англ. — «неинтересный, скучный человек») в Детройте (штат Мичиган). К началу 1960-х годов термин стал использоваться по всей территории США и даже в Шотландии. В какой-то момент это слово стало указывать на интерес к книгам, учёбе (имелась отрицательная коннотация — подразумевалось отсутствие интереса к практической стороне жизни) и социальную некомпетентность.
Альтернативное написание слова — nurd или gnurd — также начало появляться в середине 1960-х или начале 1970-х годов. Автор Филип Киндред Дик утверждал, что придумал написание nurd в 1973 году, но первое известное использование этого слова можно встретить в студенческой публикации 1965 года в Политехническом институте Ренсселера. С точки зрения устной традиции, слово может происходить от слова knurd, то есть слова drunk (с англ. — «пьяный»), записанного наоборот и поэтому описывавшего людей, которые учились, а не участвовали в вечеринках. Термин gnurd (пишется через букву g) использовался в Массачусетском технологическом институте (MIT) с 1965 года. Что же касается термина nurd (без первой буквы g), его использование в Массачусетском технологическом институте датируется 1971 годом.
Согласно Online Etymology Dictionary, слово nerd является изменением термина 1940-х годов nert, означающего «глупый человек», а слово nert произошло от английского корня nut (англ. nut или англ. nutcase — «сумасшедший»).
Термин был популяризирован в 1970-х годах благодаря его интенсивному использованию в ситкоме «Счастливые дни».

## Культура

### Стереотип
Из-за стереотипа нерда многих умных людей часто считают «ботаниками». Это убеждение может быть вредным. Во-первых, оно может привести к тому, что старшеклассники, которые не идентифицируют себя как нерды, будут занижать свои учебные результаты из страха, что их заклеймят как нердов. Во-вторых, стереотип приводит к тому, что привлекательных в других отношениях людей могут считать нердами просто из-за их интеллекта. В-третьих, стереотип нерда приводит к снижению интереса учащихся к науке: согласно исследованию Economic and Social Research Council, учащиеся школ и вузов полагали, что математикам якобы свойственны черты характера нерда («ботаника»), и из-за этого проявляли меньшее желание заниматься математикой. В-четвёртых, подростки, которые сами считают себя нердами, либо те, кого считают нердами другие, могут столкнуться с непопулярностью или даже травлей в школьной среде.
Пол Грэм заявил в своем эссе Why Nerds are Unpopular, что интеллект нейтрален (не является причиной зависти), а это означает, что вас за него не любят и не презирают. Он также утверждает, что только корреляция приводит к тому, что умные подростки автоматически кажутся нердами, и что нерд — это тот, кто недостаточно социально адаптирован. Кроме того, Грэм считает, что причина, по которой многие умные дети непопулярны, заключается в том, что у них «нет времени на участие в действиях, необходимых для достижения популярности».
Стереотипный внешний вид нерда, часто высмеиваемый в карикатурах — очень большие очки, брекеты, выступающие зубы, огромное количество прыщей и брюки с высокой талией, низкая физическая привлекательность. Стереотипные качества характера нерда — стеснительность, эксцентричность, педантичность. Следуя тренду на использование «смайликов, Юникод» в 2015 году выпустил символ «Nerd Face» (с англ. — «лицо ботаника»), в котором отражена часть подобных стереотипов: 🤓 (символ U+1F913). В 2023 году была создана петиция об изменении дизайна и названия этого смайлика, в частности, в продуктах компании Apple. В средствах массовой информации многие нерды — мужчины, которых изображают физически неполноценными, либо с избыточным весом, либо худыми из-за отсутствия физических упражнений. Некоторые, например, лингвист Мэри Бухольц, предположили, что понятие «нерд» связано с отрицанием африкано-американской культуры в США и отрицанием сленга, который используют «крутые» белые дети. Однако после появления фильма «Месть полудурков» (с участием персонажей-нердов из разных культур) и появления персонажа Стива Аркела в телесериале «Дела семейные» нерды в культуре стали рассматриваться как представители любой расы, а в последнее время их часто изображают как молодых людей с Востока (стереотип азиата или человека из Индии, оказавшегося в Северной Америке). «Девочки-ботаники» в таких фильмах, как «Она неуправляема», «Добро пожаловать в кукольный дом» и «Это всё она» изображены так, чтобы донести мысль, что умные, но занудные женщины могут страдать в дальнейшей жизни, если не будут стремиться улучшить свою физическую привлекательность.
Американское исследование 2010 года, опубликованное в «Журнале международных и межкультурных коммуникаций», показало, что американцы азиатского происхождения с наибольшей вероятностью воспринимаются как нерды, далее следуют белые американцы, в то время как небелые латиноамериканцы и афроамериканцы воспринимаются как наименее склонные к тому, чтобы быть нердами. Эти стереотипы проистекают из концепций ориентализма и примитивизма, как утверждает Рон Иглаш в статье Race, Sex, and Nerds: From Black Geeks to Asian American Hipsters.

### В психологии
Существует психологический тест, разработанный Open-Source Psychometrics Project, оценивающий степень соответствия характера человека понятию нерда — Nerdy Personality Attributes Scale. Тест был составлен путём выбора суждений, в наибольшей степени коррелирующих с самоидентификацией человека как нерда. При факторном анализе были выявлены такие факторы, влияющие на результат теста, как «интерес к науке», «интерес к книгам» и «социальная неуклюжесть».
Хотя некоторое поведение, ассоциируемое со стереотипом нерда, коррелирует с чертами аутистического спектра, лишь сам факт того, что человек идентифицирует себя как «нерд» (или идентифицируется так другими людьми), не может указывать на нахождение человека на спектре.

### Гордость
Подъём Кремниевой долины и американской компьютерной индустрии в целом позволил многим так называемым «нердам» стать богатыми и оказать влияние на медиа-культуру. На Западе слово «нерд» ассоцируется с интересом к супергероям, фэнтези, научной фантастике, комиксам (в том числе к участию в фестивалях комиксов), однако эти произведения считаются международными хитами популярной культуры. День гордости гиков (нердов), отражающий часть подобных интересов людей-нердов, отмечают 25 мая (другой праздник, День числа пи, который отмечают 14 марта, также может ассоциироваться с подобными людьми). Часть черт, которые свойственны нердам, можно счесть желательными: некоторые считают, что нерд — это умный, вежливый, интересный и способный зарабатывать большие деньги человек. Стереотипные качества нерда меняются: нерды рассматриваются не как люди, которые неловки в общении и поэтому подвергаются остракизму, а как те, кого полностью принимают другие, различия при этом признаются, но рассматриваются с положительной стороны.
Йоханнес Гренцфуртнер, исследователь, самопровозглашённый нерд, режиссер документального фильма о нердах Traceroute, размышляет о появлении нердов и нерд-культуры:

Я думаю, что фигура нерда представляет собой замечательный пример, позволяющий проанализировать трансформацию дисциплинарного общества в общество контроля. Нерд, в его клишированной форме, впервые появился на мировой арене в середине 1970-х годов, когда мы только начинали слышать первые звоночки того, что окажется кембрийским взрывом информационного общества. Нерд должен служить комичным успокоением будущих тревог общества Запада. Зародышевая клетка растущего нердизма — это различие. Желание быть понятым, найти возможности поделиться опытом, не остаться одному со своим странным интересом. В то же самое время человек извлекает почти извращённое удовольствие от того, что он погряз в этом интересе. Нерды любят недостатки: недостатки другого, но и свои. Нерды стремятся исследовать, сравнивать себя друг с другом, агрессивно состязаться. И при этом существование нерда включает в себя элемент оккультизма, тайны. Путь, которым эта сила выражает себя, вещи, на которых она фокусируется, очень важны.
Оригинальный текст (англ.)I think that the figure of the nerd provides a beautiful template for analyzing the transformation of the disciplinary society into the control society. The nerd, in his cliche form, first stepped out upon the world stage in the mid-1970s, when we were beginning to hear the first rumblings of what would become the Cambrian explosion of the information society. The nerd must serve as comic relief for the future-anxieties of Western society. ...The germ cell of burgeoning nerdism is difference. The yearning to be understood, to find opportunities to share experiences, to not be left alone with one's bizarre interest. At the same time one derives an almost perverse pleasure from wallowing in this deficit. Nerds love deficiency: that of the other, but also their own. Nerds are eager explorers, who enjoy measuring themselves against one another and also compete aggressively. And yet the nerd's existence also comprises an element of the occult, of mystery. The way in which this power is expressed or focused is very important.
— Johannes Grenzfurthner, интервью взял Thomas Kaestle, Boing Boing, 14 апреля 2016 года.

В фильме 1984 года «Месть полудурков» Роберт Кэррадин постарался воплотить в своих персонажах стереотипных нердов, тем самым он помог создать окончательный образ нердов.
Профессор Массачусетского технологического института Джеральд Сассман стремится привить нердам чувство гордости:

Моя идея — показать детям, что хорошо быть интеллектуалом, не переживая при этом о давлении сверстников, которые стремятся быть антиинтеллектуальными. Я бы хотел, чтобы каждый ребёнок стал нердом — это слово означает человека, который предпочитает учиться, а не бороться за доминантный статус в обществе, — что, к сожалению, может по нисходящей спирали привести к отторжению человека обществом.
Оригинальный текст (англ.)My idea is to present an image to children that it is good to be intellectual, and not to care about the peer pressures to be anti-intellectual. I want every child to turn into a nerd – where that means someone who prefers studying and learning to competing for social dominance, which can unfortunately cause the downward spiral into social rejection.
— Gerald Sussman, цитируется Katie Hafner, The New York Times, 29 августа 1993 года.

Цитата Чарли Сайкса «Относись хорошо к нердам. Возможно, ты будешь работать на них.» (англ. Be nice to nerds. You may end up working for them.) была популяризирована в Интернете и ошибочно приписана Биллу Гейтсу.

### Травля
Подросток, которого считают нердом, может оказаться жертвой травли среди сверстников по ряду причин (либо социальных, либо связанных с внешним видом). Эссеист и предприниматель Пол Грэм предположил, что причина, по которой нерды часто подвергаются издевательствам, заключается в их безразличии к популярности или социальному контексту. Автор противопоставляет позицию нердов нормам молодёжной субкультуры, в которой, по его словам, стремление к популярности среди сверстников играет первостепенную роль. Эссеист утверждает, что «…реальный мир благосклоннее к нердам».
Результаты исследований показывают, что те, кто травят, часто столь же социально некомпетентны, как и их более успешные в учёбе жертвы, и что популярность не обеспечивает защиту от издевательств. Другие авторы отмечают, что повсеместное преследование интеллектуальной молодёжи началось только в середине XX века.

### В массовой культуре
Образ стереотипного нерда эксплуатирует известный обозреватель видеоигр Джеймс Рольф, он же The Angry Video Game Nerd. В своих роликах он одевается в типичный «нердовский» костюм (в реальной жизни Джеймс — металлист и не носит подобное).
Nerdfighteria — это интернет-субкультура зрителей YouTube-канала Vlogbrothers, название которой содержит в себе слово «нерд».

## Среди русскоговорящих людей
В культуре русскоговорящих людей существует стереотип «ботаника», а в культуре англоговорящих людей — стереотип «нерда». Черты стереотипа «ботаника» при переводе могут передаваться словом «нерд» (англ. nerd), которое является частью американского сленга. Как для стереотипного «ботаника», так и для нерда характерны погружение в интеллектуальную деятельность и низкий уровень социальных навыков, но использование слова «ботаник» может в большей степени указывать на специфическую форму «молодёжного» трудоголизма (или на вовлечённость в учёбу) в контексте системы образования. Также для «ботаника» может быть характерно отсутствие интереса к своей внешности. Увлечённость такими произведениями массовой культуры, как супергеройские комиксы и фантастические произведения, характеризует нерда, но эти черты обычно не упоминаются при характеристике «ботаника». Оба слова — «ботаник» и «нерд» — могут использоваться с негативной коннотацией, однако слово «нерд» подверглось реклеймингу.
Слово «ботать», произошедшее от слова «ботаник» и означающее «учить что-либо», входит в число сленговых слов, используемых среди школьников, участвующих в предметных олимпиадах.

### Комментарии
1. 1 2  Слово «ботаник» среди русскоговорящих людей реже связывают с подобными интересами➤.